# Heinrich von Brandt
Heinrich von Brandt (2 de agosto de 1789, Łąkie cerca de Poznań, República de las Dos Naciones (actualmente Polonia) - 23 de enero de 1868, Berlín, Prusia, actualmente Alemania) fue un general del Ejército de Prusia y escritor de obra de temática militar.

## Biografía

### Carrera militar
Estudió derecho en Berlín. En 1807, se alistó en el ejército. Como resultado del Tratado de Tilsit se convirtió en súbdito del Gran Ducado de Varsovia, y como tal luchó en la Guerra de la Quinta Coalición participando en la Guerra de la Independencia Española, más en concreto en el Sitio de Zaragoza y en la Campaña Napoleónica de Rusia. En la Batalla de Leipzig, fue herido y hecho prisionero por los rusos, que le alistó en el Ejército Polaco. En 1816, pasó al Ejército de Prusia, tomando parte en el Levantamiento de Noviembre de 1831 en Polonia y en la Gran Revuelta Polaca de 1848, que ayudó a someter. Se retiró del Ejército Prusiano en 1857 con el rango de general de infantería.

### Vida política
Fue elegido miembro de la cámara alta de la Dieta Prusiana en 1849 y del Parlamento de la Unión de Erfurt (la federación de estados promovida por Prusia en Erfurt, que no llegó a consolidarse) en 1850.

## Familiares
Su hijo, Max von Brandt, fue un notable diplomático alemán.

## Obra
La obra escrita de Von Brandt fue notoria, destacando:
- Geschichte des Kriegswesens (Berlín, 1830-35)
- Grundzüge der Taktik der drei Waffen (1883)
- Der kleine Krieg (2d ed, 1850)